# Eugeniusz Arct

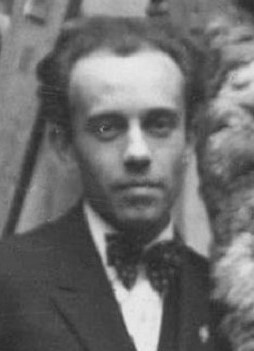
Eugeniusz Arct

Eugeniusz Arct (* 24. Dezember 1899 in Odessa; † 22. Januar 1974 in Warschau) war ein polnischer Maler und Hochschullehrer.

## Leben
Arct studierte von 1918 bis 1920 an der Kunstgewerbeschule in Luzern bei Joseph von Moos sowie von 1923 bis 1930 an der Warschauer Akademie der Bildenden Künste bei Tadeusz Pruszkowski. Sein Studium schloss er 1936 ab. Von 1929 bis 1939 war er Gründungsmitglied der Warschauer Künstlergruppe „Szkoła Warszawska“ und seit 1934 beim „Blok Zawodowych Artystów Plastyków“ (Blok ZAP), mit denen er ausstellte. Ab 1930 war er als Assistent an der Warschauer Kunstakademie tätig, 1946 wurde er hier Juniorprofessor und seit 1950 wirkte er als Professor an der Hochschule. Einige Jahre war er Dekan der Fakultät für Malerei. Arcts war aktives Mitglied im Verband der Polnischen Bildenden Künstler ZPAP.

## Werk
Seine Werke sind vor allem Landschaftsbilder und Stillleben in Öl, seine Motive fand er ganz vorwiegend in Warschau, daneben auch in Kazimierz Dolny, Italien und der Schweiz. Sein Werk wurde von den post-impressionistischen Strömungen um Tadeusz Pruszkowski sowie dem Polnischen Kolorismus beeinflusst.
Arct stellte seine Bilder im In- und Ausland aus. So wurden seine Werke auf der Ausstellung polnischer Kunst in Moskau im Jahr 1933, auf den Biennalen in Venedig der Jahre 1934 und 1952 und in den Jahren 1934, 1937 und 1938 in der Galerie der Carnegie Mellon University in Pittsburgh gezeigt. Auch auf der Kunstausstellung der Olympischen Sommerspiele 1936 in Berlin, der „Exposition internationale des arts et techniques dans la Vie Moderne“ im Rahmen der Weltfachausstellung in Paris im Jahr 1937 und der „World Exposition“ in New York 1939 wurden seine Bilder ausgestellt.
1978 wurde posthum eine Ausstellung seiner Werke in der Galeria Zachęta in Warschau veranstaltet. Seine Arbeiten wurden vom Nationalmuseum Warschau, dem Polnischen Museum Amerikas in Chicago (englisch: „The Polish Museum of America“) und dem Museum von Warschau angekauft.